# Mistrzostwa Polski w Łyżwiarstwie Szybkim w Wieloboju Sprinterskim 2007
26. Mistrzostwa Polski w wieloboju sprinterskim odbyły się w dniach 6-7 stycznia 2007 roku na torze Pilica w Tomaszowie Mazowieckim.

## Kobiety
| Pozycja | Zawodniczka       | Klub                       | 500 m | Pkt. | 1000 m | Pkt. | 500 m | Pkt. | 1000 m | Pkt. | Suma pkt. |
| ------- | ----------------- | -------------------------- | ----- | ---- | ------ | ---- | ----- | ---- | ------ | ---- | --------- |
| 01 !    | Karolina Ksyt     | Pilica Tomaszów Mazowiecki |       |      |        |      |       |      |        |      | 174,055   |
| 02 !    | Katarzyna Woźniak | Stegny Warszawa            |       |      |        |      |       |      |        |      | 175,735   |
| 03 !    | Kamila Danaj      | Pilica Tomaszów Mazowiecki |       |      |        |      |       |      |        |      | 180,065   |

## Mężczyźni
| Pozycja | Zawodnik          | Klub              | 500 m | Pkt. | 1000 m | Pkt. | 500 m | Pkt. | 1000 m | Pkt. | Suma pkt. |
| ------- | ----------------- | ----------------- | ----- | ---- | ------ | ---- | ----- | ---- | ------ | ---- | --------- |
| 01 !    | Maciej Ustynowicz | Marymont Warszawa |       |      |        |      |       |      |        |      | 150,230   |
| 02 !    | Artur Waś         | Marymont Warszawa |       |      |        |      |       |      |        |      | 152,475   |
| 03 !    | Piotr Bluj        | Górnik Sanok      |       |      |        |      |       |      |        |      | 158,285   |